# Diego Gregorio Cadello
Diego Gregorio Cadello (né le 1er mars 1735 à Cagliari et mort le 5 juillet 1807 dans la même ville) est un cardinal italien du XIXe siècle.

## Biographie
Diego Gregorio Cadello est élu archevêque de Cagliari en 1798. Le pape Pie VII le crée cardinal lors du consistoire du 17 janvier 1803.

### Source
- Fiche du cardinal sur le site de la FIU